# Воскодавинська сільська рада
Воскодавинська сільська́ ра́да — адміністративно-територіальна одиниця та орган місцевого самоврядування у Красилівському районі Хмельницької області. Адміністративний центр — село Воскодавинці.

## Загальні відомості
Воскодавинська сільська рада утворена 29 вересня 1992 року.
- Територія ради: 14,877 км²
- Населення ради: 343 особи (станом на 2001 рік)

## Населені пункти
Сільській раді були підпорядковані населені пункти:
- с. Воскодавинці

## Склад ради
Рада складалася з 14 депутатів та голови.
- Голова ради: Наральник Віктор Володимирович
- Секретар ради: Кухар Лариса Іванівна

### Керівний склад попередніх скликань
| Прізвище, ім'я, по батькові    | Основні відомості                                                             | Дата обрання | Дата звільнення |
| ------------------------------ | ----------------------------------------------------------------------------- | ------------ | --------------- |
| Наральник Віктор Володимирович | Сільський голова, 1966 року народження, освіта незакінчена вища, безпартійний | 26.03.2006   | 31.10.2010      |
| Наральник Віктор Володимирович | Сільський голова, 1966 року народження, освіта незакінчена вища, безпартійний | 31.10.2010   |                 |

Примітка: таблиця складена за даними сайту Верховної Ради України

### Депутати
За результатами місцевих виборів 2010 року депутатами ради стали:

#### За суб'єктами висування
| Суб'єкт висування | Кількість обраних депутатів | %    |
| ----------------- | --------------------------- | ---- |
| Народна партія    | 7                           | 50   |
| Партія регіонів   | 5                           | 35,7 |
| Самовисування     | 2                           | 14,3 |

#### За округами
| № округу        | Прізвище, ім'я, по батькові        | Дата визнання обраним | Освіта             | Партійна приналежність | Відомості про обраного депутата                              |
| --------------- | ---------------------------------- | --------------------- | ------------------ | ---------------------- | ------------------------------------------------------------ |
| Народна Партія  |                                    |                       |                    |                        |                                                              |
| 1               | Вовк Розалія Казимирівна           | 04.11.2010            | середня            | член Народної партії   | пенсіонер                                                    |
| 2               | Петришин Петро Іванович            | 04.11.2010            | середня спеціальна | член Народної партії   | фермерське господарство «Петришин», голова                   |
| 3               | Сикула Надія Миколаївна            | 04.11.2010            | середня            | член Народної партії   | дошкільний навчальний заклад «Зіронька», помічник вихователя |
| 4               | Шиманська Наталія Олександрівна    | 04.11.2010            | середня спеціальна | член Народної партії   | дошкільний навчальний заклад «Зіронька», завідувачка         |
| 5               | Ділайчук Валентина Степанівна      | 04.11.2010            | середня            | член Народної партії   | ДСП «Агро партнер», різноробочий                             |
| 12              | Андрощук Олена Костянтинівна       | 04.11.2010            | середня спеціальна | член Народної партії   | пенсіонер                                                    |
| 13              | Гринчук Валентина Миколаївна       | 04.11.2010            | середня            | член Народної партії   | приватний підприємець Говорова Г. Б., продавець              |
| Партія регіонів |                                    |                       |                    |                        |                                                              |
| 6               | Пасальський Володимир Анатолійович | 04.11.2010            | середня спеціальна | позапартійний          | Красилівське лісництво, лісник                               |
| 8               | Марчевська Наталія Володимирівна   | 04.11.2010            | вища               | позапартійна           | декретна відпустка                                           |
| 9               | Данилюк Раїса Казимирівна          | 04.11.2010            | середня спеціальна | позапартійна           | фельдшерський пункт, завідувачка                             |
| 10              | Кухар Лариса Іванівна              | 04.11.2010            | середня            | член Партії регіонів   | Воскодавинська сільська рада, секретар                       |
| 11              | Мацієвська Олеся Володимирівна     | 04.11.2010            | середня спеціальна | член Партії регіонів   | Воскодавинська сільська рада, головний бухгалтер             |
| Самовисування   |                                    |                       |                    |                        |                                                              |
| 7               | Мацієвський Віктор В'ячеславович   | 04.11.2010            | середня            | позапартійний          | тимчасово не працює                                          |
| 14              | Наральник Володимир Володимирович  | 04.11.2010            | середня спеціальна | позапартійний          | пенсіонер                                                    |